# Russula pseudodelica
Russula pseudodelica är en svampart som tillhör divisionen basidiesvampar, och som beskrevs av Jakob Emanuel Lange. Russula pseudodelica ingår i släktet kremlor, och familjen kremlor och riskor. Arten har ej påträffats i Sverige.